# تشارلز باركلي (لاعب كرة سلة)
تشارلز وايد باركلي (من مواليد 20 فبراير 1963) هو لاعب كرة سلة أمريكي محترف سابق يعمل كمحلل تلفزيوني في تي إن تي. الملقب بـ «السير تشارلز» و «تشاك» و «ذا راوند ماوند أوف ريباوند (تعني التل المستدير للارتداد)»، لعب 16 موسماً في الرابطة الوطنية لكرة السلة (NBA) لثلاثة فرق. على الرغم من أنه أقصر من القوة المعتادة للأمام، إلا أنه استخدم قوته وعدوانيته ليصبح أحد لاعبي كرة السلة الأمريكية المرتدة الأكثر هيمنة. لقد كان لاعبًا متعدد الاستخدامات ولديه القدرة على التسجيل وإنشاء المسرحيات والدفاع. كان باركلي 11 مرة في الدوري الأمريكي للمحترفين كل النجوم، و 11 مرة عضوًا في فريق أول-إن بي أي، و 1993 إن بي أي اللاعب الأكثر قيمة (MVP). تم تعيينه في فرق الذكرى الـ 50 والـ 75 للإن بي أي.
تم وضع باركلي، وهو مهاجم أول-أميريكان بالكامل في جامعة أوبورن، كمبتدئ من قبل فيلادلفيا سفينتي سيكسرز مع الاختيار الخامس من مسودة الدوري الأمريكي للمحترفين لعام 1984. في موسم المبتدئين، تم تعيين باركلي في فريق إن بي أي أول-روكي فيريت تيم في عام 1985. في موسم 1986-87، قاد باركلي الدوري بأعلى معدل للارتداد وحصل على أول لقب له في الدوري الأمريكي للمحترفين. حصل على جائزة إن بي أي أول-ستار اللاعب الأكثر قيمة في المباراة في عام 1991، وفي عام 1993 مع فينيكس صنز، تم التصويت عليه كأفضل لاعب في الدوري. شارك في الألعاب الأولمبية 1992 و1996، وفاز بميداليتين ذهبيتين كعضو في المنتخب الوطني الأمريكي. في عام 2000، تقاعد باعتباره اللاعب الرابع في تاريخ الدوري الأمريكي للمحترفين ليحقق 20,000 نقطة و 10,000 كرة مرتدة و 4000 تمريرة حاسمة. منذ تقاعده، انضم تيم دانكان وكيفن غارينت وليبرون جيمس إلى نادي 20K/10K/4K. باركلي هو مجند مرتين في قاعة مشاهير نايسميث التذكارية لكرة السلة، حيث تم تجنيده في عام 2006 لمسيرته الفردية، وفي عام 2010 كعضو في «فريق الأحلام».
كان باركلي يتمتع بشعبية بين الجماهير ووسائل الإعلام وصنع فريق مقابلة أول-إنترفيو في الدوري الأمريكي للمحترفين في آخر 13 مواسم له في الدوري. شارك كثيرًا في المعارك داخل وخارج المحكمة وأحيانًا أثار الجدل الوطني، كما حدث في مارس 1991 عندما بصق على فتاة صغيرة أثناء محاولته البصق على شخص يحاول استفزازه، و 1993 عندما أعلن أن الشخصيات الرياضية يجب ألا أن تعتبر قدوة. منذ تقاعده كلاعب، حقق باركلي مسيرة مهنية ناجحة كمحلل في الدوري الأمريكي للمحترفين. يعمل في تي إن تي في إنسايد ذا إن بي أي جنبًا إلى جنب مع شاكيل أونيل، كيني سميث، وإيرني جونسون كمحلل استوديو لتغطيته لمبارايات إن بي أي (التي فاز عنها بأربع جوائز سبورتس إيمي). بالإضافة إلى ذلك، كتب باركلي العديد من الكتب وأبدى اهتمامًا بالسياسة.

## حياة سابقة
ولد باركلي ونشأ في ليدز، ألاباما، على بعد 10 أميال خارج برمنغهام. كان أول طفل أسود يولد في مستشفى معزول، في بلدة مليئة بالبيض، وكان ضمن المجموعة الأولى من الطلاب السود في مدرسته الابتدائية. انفصل والديه عندما كان صغيرا بعد أن تخلى والده عن العائلة، والتي كان من بينها شقيقه الأصغر داريل باركلي. تزوجت والدته وأنجبا ولدًا اسمه جون جلين. توفي شقيق آخر، ريني، في طفولته. قُتل زوج والدته في حادث عندما كان تشارلز يبلغ من العمر 11 عامًا.

## ميراث

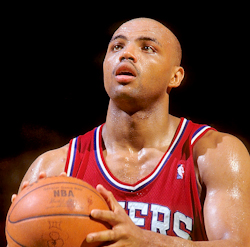
باركلي في 1991

خلال مسيرته المهنية التي استمرت 16 عامًا في الدوري الأمريكي للمحترفين، كان باركلي يُعتبر أحد أكثر اللاعبين إثارة للجدل وصراحة وهيمنة في تاريخ كرة السلة. تجاوز تأثيره على الرياضة ألقابه المرتدة، التمريرات الحاسمة، التهديف واللعب البدني. غالبًا ما أدت سلوكياته المواجهة إلى أخطاء فنية وغرامات في المحكمة، وأثارت شخصيته الأكبر من الحياة أحيانًا جدلًا وطنيًا بسببها، كما هو الحال عندما ظهر في الإعلانات التي رفضت الرياضيين المحترفين كقدوة وأعلن، «أنا لست قدوة». على الرغم من أن كلماته غالبًا ما أدت إلى الجدل، وفقًا لباركلي، فإن فمه لم يكن السبب أبدًا لأنه كان يتحدث دائمًا عن الحقيقة. قال: «أنا لا أخلق الخلافات. كانوا هناك قبل وقت طويل من فتح فمي. أنا فقط ألفت انتباهك إليهم».
إلى جانب معاركه في الملعب مع لاعبين آخرين، أظهر سلوك المواجهة خارج الملعب. تم القبض عليه لكسر أنف رجل أثناء مشاجرة بعد مباراة مع ميلووكي باكس وأيضًا لإلقاء رجل من خلال نافذة زجاجية في أورلاندو، بعد أن صدم بكأس من الجليد. لا يزال باركلي يحظى بشعبية بين المعجبين ووسائل الإعلام.
كلاعب، كان باركلي لاعبًا دائمًا في مباراة كل-النجوم وحصل على مراتب شرف اللاعب الأكثر قيمة في الدوري عام 1993.  لقد استخدم أسلوب اللعب الجسدي الذي أكسبه ألقاب «السير تشارلز» و «التلة المستديرة للارتداد». تم تعيينه في فريق الكل-إن بي أي أحد عشر مرة وحصل على ميداليتين ذهبيتين كعضو في فريق كرة السلة الأولمبي للولايات المتحدة. قاد كلا الفريقين في التهديف وكان له دور فعال في مساعدة «فريق الأحلام» عام 1992 وفريق كرة السلة للرجال لعام 1996 في تجميع رقم قياسي مثالي 16–0. تقاعد كواحد من أربعة لاعبين فقط في تاريخ الدوري الاميركي للمحترفين ليسجل ما لا يقل عن 20,000 نقطة و 10,000 كرة مرتدة و 4,000 تمريرة حاسمة في حياتهم المهنية. في عام 1996، تم تكريم باركلي، كجزء من الذكرى الخمسين لإن بي أي، كواحد من أعظم 50 لاعبًا على الإطلاق من خلال تعيينه في فريق الذكرى الخمسين لإن بي أي.
تقديراً لإنجازاته الجماعية والرابطة الوطنية لكرة السلة، تقاعد باركلي رقم 34 جيرسي رسميًا من قبل جامعة أوبورن في 3 مارس 2001. في نفس الشهر، تقاعد فريق فيلادلفيا سفنتي سيكسرز رسميًا من قميص باركلي رقم 34. في 20 مارس 2004، كرم فينيكس صنز باركلي أيضًا من خلال ضمه إلى «خاتم الشرف». تقديراً لإنجازاته كلاعب، تم إدخال باركلي في قاعة مشاهير كرة السلة في نايسميث التذكارية في عام 2006. في أكتوبر 2021، كجزء من الذكرى السنوية الـ 75 لإن بي أي، تم تكريم باركلي كواحد من أعظم 75 لاعبًا على الإطلاق من خلال تعيينه في فريق الذكرى 75 لإن بي أي.

## إحصائيات إن بي أي المهنية

### موسم عادي
| السنة     | الفريق    | لعب   | بدأ   | دقيقة | ميداني% | ثلاثية | حرة  | ارتداد | صنع | استلاب | تصدي | نقطة |
| --------- | --------- | ----- | ----- | ----- | ------- | ------ | ---- | ------ | --- | ------ | ---- | ---- |
| 1984–85   | فيلادلفيا | 82    | 60    | 28.6  | .545    | .167   | .733 | 8.6    | 1.9 | 1.2    | 1.0  | 14.0 |
| 1985–86   | فيلادلفيا | 80    | 80    | 36.9  | .572    | .227   | .685 | 12.8   | 3.9 | 2.2    | 1.6  | 20.0 |
| 1986–87   | فيلادلفيا | 68    | 62    | 40.3  | .594    | .202   | .761 | 14.6*  | 4.9 | 1.8    | 1.5  | 23.0 |
| 1987–88   | فيلادلفيا | 80    | 80    | 39.6  | .587    | .280   | .751 | 11.9   | 3.2 | 1.3    | 1.3  | 28.3 |
| 1988–89   | فيلادلفيا | 79    | 79    | 39.1  | .579    | .216   | .753 | 12.5   | 4.1 | 1.6    | .9   | 25.8 |
| 1989–90   | فيلادلفيا | 79    | 79    | 39.1  | .600    | .217   | .749 | 11.5   | 3.9 | 1.9    | .6   | 25.2 |
| 1990–91   | فيلادلفيا | 67    | 67    | 37.3  | .570    | .284   | .722 | 10.1   | 4.2 | 1.6    | .5   | 27.6 |
| 1991–92   | فيلادلفيا | 75    | 75    | 38.4  | .552    | .234   | .695 | 11.1   | 4.1 | 1.8    | .6   | 23.1 |
| 1992–93   | فينيكس    | 76    | 76    | 37.6  | .520    | .305   | .765 | 12.2   | 5.1 | 1.6    | 1.0  | 25.6 |
| 1993–94   | فينيكس    | 65    | 65    | 35.4  | .495    | .270   | .704 | 11.2   | 4.6 | 1.6    | .6   | 21.6 |
| 1994–95   | فينيكس    | 68    | 68    | 35.0  | .486    | .338   | .748 | 11.1   | 4.1 | 1.6    | .7   | 23.0 |
| 1995–96   | فينيكس    | 71    | 71    | 37.1  | .500    | .280   | .777 | 11.6   | 3.7 | 1.6    | .8   | 23.2 |
| 1996–97   | هيوستن    | 53    | 53    | 37.9  | .484    | .283   | .694 | 13.5   | 4.7 | 1.3    | .5   | 19.2 |
| 1997–98   | هيوستن    | 68    | 41    | 33.0  | .485    | .214   | .746 | 11.7   | 3.2 | 1.0    | .4   | 15.2 |
| 1998–99   | هيوستن    | 42    | 40    | 36.3  | .478    | .160   | .719 | 12.3   | 4.6 | 1.0    | .3   | 16.1 |
| 1999–00   | هيوستن    | 20    | 18    | 31.0  | .477    | .231   | .645 | 10.5   | 3.2 | .7     | .2   | 14.5 |
| مسيرة     | مسيرة     | 1,073 | 1,012 | 36.7  | .541    | .266   | .735 | 11.7   | 3.9 | 1.5    | .8   | 22.1 |
| كل-النجوم | كل-النجوم | 11    | 7     | 23.2  | .495    | .250   | .625 | 6.7    | 1.8 | 1.3    | .4   | 12.6 |

### تصفيات
| السنة | الفريق    | لعب | بدأ | دقيقة | ميداني% | ثلاثية | حرة  | ارتداد | صنع | استلاب | تصدي | نقطة |
| ----- | --------- | --- | --- | ----- | ------- | ------ | ---- | ------ | --- | ------ | ---- | ---- |
| 1985  | فيلادلفيا | 13  | 2   | 31.4  | .540    | .667   | .733 | 11.1   | 2.0 | 1.8    | 1.2  | 14.9 |
| 1986  | فيلادلفيا | 12  | 12  | 41.4  | .578    | .067   | .695 | 15.8   | 5.6 | 2.3    | 1.3  | 25.0 |
| 1987  | فيلادلفيا | 5   | 5   | 42.0  | .573    | .125   | .800 | 12.6   | 2.4 | .8     | 1.6  | 24.6 |
| 1989  | فيلادلفيا | 3   | 3   | 45.0  | .644    | .200   | .710 | 11.7   | 5.3 | 1.7    | .7   | 27.0 |
| 1990  | فيلادلفيا | 10  | 10  | 41.9  | .543    | .333   | .602 | 15.5   | 4.3 | .8     | .7   | 24.7 |
| 1991  | فيلادلفيا | 8   | 8   | 40.8  | .592    | .100   | .653 | 10.5   | 6.0 | 1.9    | .4   | 24.9 |
| 1993  | فينيكس    | 24  | 24  | 42.8  | .477    | .222   | .771 | 13.6   | 4.3 | 1.6    | 1.0  | 26.6 |
| 1994  | فينيكس    | 10  | 10  | 42.5  | .509    | .350   | .764 | 13.0   | 4.8 | 2.5    | .9   | 27.6 |
| 1995  | فينيكس    | 10  | 10  | 39.0  | .500    | .257   | .733 | 13.4   | 3.2 | 1.3    | 1.1  | 25.7 |
| 1996  | فينيكس    | 4   | 4   | 41.0  | .443    | .250   | .787 | 13.5   | 3.8 | 1.0    | 1.0  | 25.5 |
| 1997  | هيوستن    | 16  | 16  | 37.8  | .434    | .289   | .769 | 12.0   | 3.4 | 1.2    | .4   | 17.9 |
| 1998  | هيوستن    | 4   | 0   | 21.8  | .522    | .000   | .571 | 5.3    | 1.0 | 1.3    | .0   | 9.0  |
| 1999  | هيوتسن    | 4   | 4   | 39.3  | .529    | .286   | .667 | 13.8   | 3.8 | 1.5    | .5   | 23.5 |
| مسيرة | مسيرة     | 123 | 108 | 39.4  | .513    | .255   | .717 | 12.9   | 3.9 | 1.6    | .9   | 23.0 |

## خارج الملعب
تزوج باركلي من مورين بلومهارت في عام 1989، وفي نفس العام، أنجب الزوجان ابنة تدعى كريستيانا. سميت ابنة باركلي على اسم مركز التسوق كريستيانا مول في ديلاوير. في بودكاست عام 2021، أوضح، «. . . لقد أحببت المركز التجاري للتو.» كشف اختبار الحمض النووي الذي قرأه جورج لوبيز على لوبيز تونايت أن باركلي ينتمي إلى 14٪ من الأمريكيين الأصليين، و 11٪ من الأوروبيين، و 75٪ من أصل أفريقي.

### محلل تلفزيوني

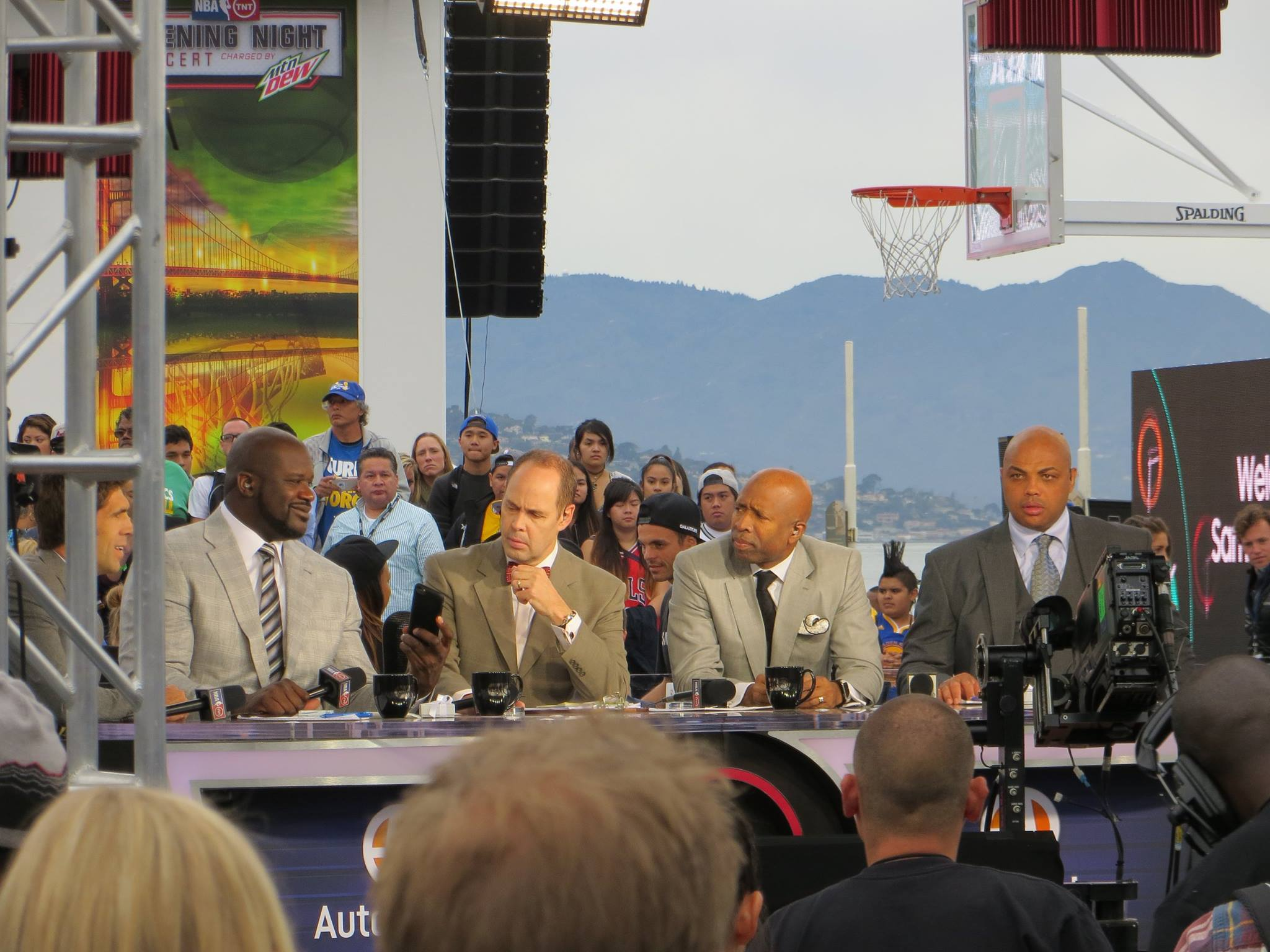
باركلي يتواجد في إنسايد ذا إن بي أي في موقع في بيير 43، سان فرانسيسكو ليوم افتتاح موسم الدوري الأمريكي للمحترفين في أواخر أكتوبر 2015.

منذ عام 2000، عمل باركلي كمحلل استوديو في شبكة تيرنر التلفزيونية (TNT). ظهر في تغطية الشبكة لإن بي أي خلال عروض ما قبل المباراة وعروض نهاية الشوط الأول، بالإضافة إلى أحداث إن بي أي الخاصة. كما أنه يعمل أحيانًا كمحلل مباريات في الموقع. إنه جزء من الطاقم في إنسايد ذا إن بي أي، وهو عرض ما بعد المباراة يلخص خلاله باركلي وإيرني جونسون جونيور، كيني سميث وشاكيل أونيل ويعلقون على مباريات إن بي أي التي حدثت خلال النهار وأيضًا على شؤون الدوري الأمريكي للمحترفين العامة. حصل باركلي على أربع جوائز رياضية إيمي عن «محلل الاستوديو المتميز» لعمله على شبكة تيرنر التلفزيونية.

### مقامرة
يشتهر باركلي بلعب القمار القهري. في مقابلة عام 2007 مع تري وينغو من إي إس بي إن، كشف باركلي أنه خسر حوالي 10 مليون دولار عن طريق القمار. بالإضافة إلى ذلك، اعترف أيضًا بخسارة 2.5 دولار مليون «في فترة ست ساعات» أثناء لعب البلاك جاك. على الرغم من أن باركلي يعترف علانية بمشكلته، إلا أنه يدعي أنها ليست خطيرة لأنه المقدرة لدعم هذه العادة. عندما اتصل زميله إيرني جونسون، مذيع تي إن تي بشأن هذه القضية، أجاب باركلي، «إنها ليست مشكلة. إذا كنت مدمنًا على المخدرات أو مدمنًا على الكحول، فهذه مشكلات. أنا أراهن على الكثير من المال. طالما يمكنني الاستمرار في القيام بذلك، لا أعتقد أنها مشكلة. هل أعتقد أنها عادة سيئة؟ نعم، أعتقد أنها عادة سيئة. هل سأستمر في القيام بذلك؟ نعم، سأستمر في القيام بذلك.»

### غولف
بدأ باركلي بلعب الغولف خلال مسيرته في الدوري الأمريكي للمحترفين، وظل في وقت لاحق مع الرياضة لأنها كانت وسيلة للبقاء في المنافسة بعد انتهاء مسيرته في كرة السلة. إنه منافس منتظم في بطولة القرن الأمريكية محترف-هاو، وينتهي بانتظام بالقرب من أسفل لوحة المتصدرين. يُنظر إليه على نطاق واسع على أنه لاعب غولف ضعيف مع تأرجح سيء بشكل خاص؛ خضع لاحقًا للتدريب لتحسين تأرجحه، مما أدى إلى تحسين الأداء في بطولة القرن الأمريكية 2021.

### سياسة

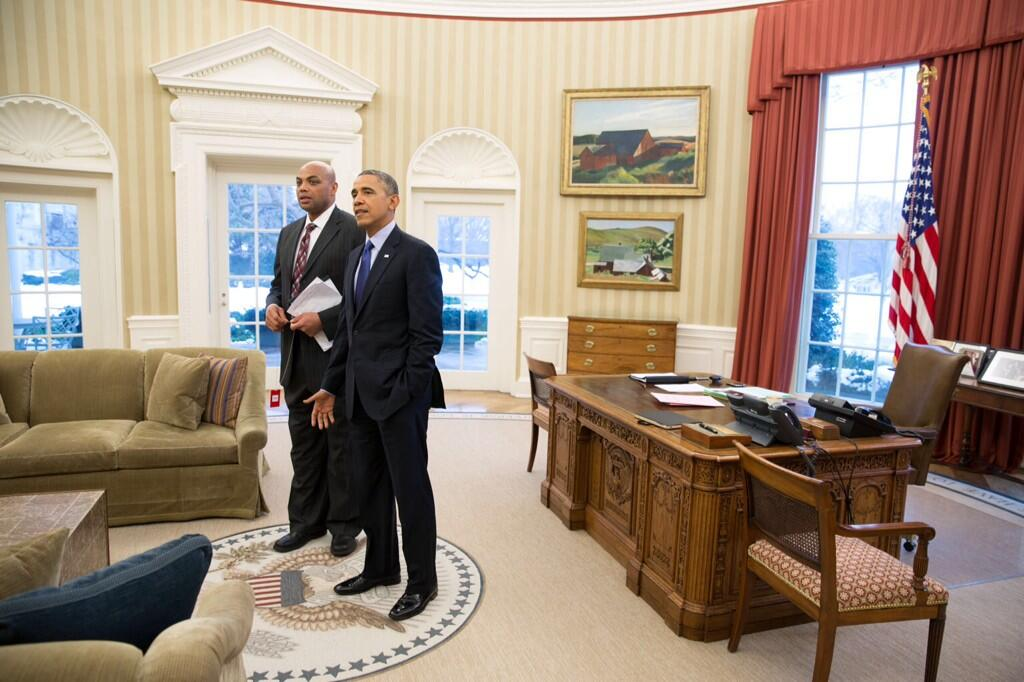
باركلي مع الرئيس باراك أوباما في البيت الأبيض

تحدث باركلي لسنوات عديدة عن انتمائه للحزب الجمهوري. في عام 1995، فكر في الترشح كمرشح جمهوري لمنصب حاكم ولاية ألاباما في انتخابات عام 1998. ومع ذلك، في عام 2006، غير موقفه السياسي، قائلاً «كنت جمهوريًا حتى فقدوا عقولهم».

في عام 2014، عندما سُئل باركلي عن الشائعات القائلة بأن لاعب الوسط في فريق سياتل سي هوكس، راسل ويلسون، متهم بأنه ليس «أسودًا بدرجة كافية» في البرنامج الإذاعي أفترنونز مع أنتوني وروب إليس، قال:
لسوء الحظ، كما أخبر أصدقائي البيض، نحن كسود، لن نحقق النجاح أبدًا، ليس بسببكم أيها البيض، ولكن بسبب أشخاص سود آخرين. عندما تكون أسودًا، عليك أن تتعامل مع الكثير من الهراء في حياتك من الأشخاص السود الآخرين. إنه سر قذر مظلم. أنا سعيد بخروجه. ولسبب ما يتم غسل أدمغتنا للتفكير، إذا لم تكن سفاحًا أو أحمقًا، فأنت لست أسودًا بما يكفي. إذا ذهبت إلى المدرسة، وحصلت على درجات جيدة، تحدثت بذكاء، ولا تخرق القانون، فأنت لست شخصًا أسودًا جيدًا. هناك الكثير من السود غير الأذكياء الذين لا ينجحون. من الأفضل إسقاط شخص أسود ناجح لأنه ذكي، يتحدث بشكل جيد، يقوم بعمل جيد في المدرسة، وناجح. . . نحن المجموعة العرقية الوحيدة التي تقول، «مرحبًا، إذا ذهبت إلى السجن، فهذا يمنحك مصداقية الشارع». إنه مجرد هراء إعتيادي يحدث عندما تكون أسودًا، يا رجل.

### تمثيل
لعب دوره في فيلم سبيس جام عام 1996. ظهر لفترة وجيزة في المسلسل التلفزيوني سوتس، في الحلقة 3 من الموسم الخامس. كما ظهر في الموسم الثامن من مسلسل مودرن فاميلي.

## روابط خارجية
- تشارلز باركلي على موقع IMDb (الإنجليزية)
- تشارلز باركلي على موقع ميتاكريتيك (الإنجليزية)
- تشارلز باركلي على موقع الموسوعة البريطانية (الإنجليزية)
- تشارلز باركلي على موقع ألو سيني (الفرنسية)
- تشارلز باركلي على موقع ميوزك برينز (الإنجليزية)
- تشارلز باركلي على موقع أول موفي (الإنجليزية)
- تشارلز باركلي على موقع قاعدة بيانات الأفلام السويدية (السويدية)
- تشارلز باركلي على موقع إن إن دي بي (الإنجليزية)
- تشارلز باركلي على موقع قاعدة بيانات الفيلم (الإنجليزية)
- تشارلز باركلي على موقع كينوبويسك (الروسية)
- تشارلز باركلي على موقع الاتحاد الدولي لكرة السلة (الإنجليزية)
- تشارلز باركلي على موقع إن بي أي (الإنجليزية)
- تشارلز باركلي على موقع سبورتس رفرنس (الإنجليزية)
- تشارلز باركلي على موقع كرة السلة الأوروبية.كوم (الإنجليزية)
- تشارلز باركلي على موقع إي إس بي إن.كوم (الإنجليزية)
- تشارلز باركلي على موقع كلية كرة السلة في سبورتس رفرنس.كوم (الإنجليزية)
- تشارلز باركلي على موقع ريلجم (الإنجليزية)
- تشارلز باركلي على موقع بروبوليرز (الإنجليزية)
- تشارلز باركلي على موقع قاعة المشاهير الجامعة الوطنية لكرة السلة (الإنجليزية)
- تشارلز باركلي على موقع سبورتس رفرنس (الإنجليزية)